# Ministerstwo Reform Rolnych
Ministerstwo Reform Rolnych – urząd administracji rządowej kierowany przez ministra odpowiedzialnego za przeprowadzenie reformy rolnej i przebudowę ustroju rolnego. Ministerstwo Reform Rolnych funkcjonowało w latach 1923–1932.

## Powstanie urzędu Ministra Reform Rolnych
Ustawą z 1923 r. ustanowiono urząd Ministra Reform Rolnych, który miał za zadanie przeprowadzenie reformy rolnej i przebudowy ustroju rolnego. Ministerstwo przejęło kompetencje Głównego Urzędu Ziemskiego i było odpowiedzialne za organizację urzędów i komisji ziemskich.

## Zakres działania urzędu Ministra Reform Rolnych
Do zakresu działania urzędu Ministra Reform Rolnych należało:
1. Przygotowanie projektów ustaw w przedmiocie przebudowy i regulowania ustroju rolnego.
2. Wykonywanie ustaw dotyczących tej przebudowy a mianowicie:
  - zapewnienie potrzebnej do państwowej parcelacji i kolonizacji ilości ziemi, jej rozparcelowanie i skolonizowanie;
  - regulowanie spraw dotyczących ustroju gospodarstw rolnych, w tym scalanie gruntów, układu służebności, podziału gruntów wspólnych;
  - regulowanie obrotu ziemią;
  - organizacja urzędów ziemskich;
  - sprawy Państwowego Banku Rolnego w porozumieniu z Ministrem Skarbu i Ministrem Rolnictwa i Dóbr Państwowych, oraz inne sprawy mające na celu sfinansowanie reformy rolnej;
  - udzielanie upoważnień osobom fizycznym i prawnym do przeprowadzenia prac związanych z przebudową ustroju rolnego i regulowaniem struktury gospodarstw rolnych – parcelacji, komasacji, likwidacji serwitutów, podział gruntów wspólnych, zamiana gruntów;
  - przeprowadzenie wszelkich czynności technicznych związanych z przebudową ustroju rolnego.
3. Sprawy b. pruskiej komisji generalnych i specjalnych b. komisji kolonizacyjnej i b. Urzędu Osadniczego w Poznaniu, b. austriackich komisji agrarnych i komisji obrotu ziemią oraz sprawy włości rentowych b. zaboru austriackiego i pruskiego.
4. Likwidacja spraw b. państwowych banków agrarnych na ziemiach polskich, a w szczególności sprawy oddziałów b. rosyjskiego Banku Włościańskiego i Szlacheckiego i b. pruskich banków rentowych oraz regulowanie i likwidowanie spraw dotyczących aktów organizacji ziemskiej włościan na terenie b. zaboru rosyjskiego.
5. Inne sprawy przekazane przez ustawy Ministrowi Reform Rolnych.

## Ministrowie Reform Rolnych
1. Stanisław Osiecki (24 VII 1923 – 15 XII 1923)
2. Zdzisław Ludkiewicz (17 XII 1923 – 3 VII 1924)
3. Stanisław Janicki (kierownik, 3 VII 1924 – 22 VII 1924)
4. Wiesław Kopczyński (22 VII 1924 – 25 IV 1925)
5. Józef Radwan (kierownik, 25 IV 1925 – 13 XI 1925) (20 XI 1925 – 5 V 1926) (kierownik, 10 V 1926 – 15 V 1926)
6. Józef Raczyński (15 V 1926 – 8 VI 1926)
7. Witold Staniewicz (8 VI 1926 – 24 IX 1926, 27 IX 1926 – 30 IX 1926, 2 X 1926 – 27 VI 1928, 27 VI 1928 – 13 IV 1929, 14 IV 1929 – 29 XII 1929, 29 XII 1929 – 17 III 1930, 29 III 1930 – 23 VIII 1930, 25 VIII 1930 – 4 XII 1930)
8. Leon Kozłowski (4 XII 1930 – 26 V 1931, 27 V 1931 – 23 III 1932)
9. Seweryn Ludkiewicz (23 III 1932 – 17 VII 1932)

## Ustanowienie urzędu Ministra Rolnictwa i Reform Rolnych
Rozporządzeniem Prezydenta Rzeczypospolitej na mocy ustawy z 1932 r. ustanowiono urząd Ministra Rolnictwa i Reform Rolnych, który powstał z połączenia urzędu Ministra Rolnictwa i Dóbr Państwowych oraz urzędu Ministra Reform Rolnych.
Zakres działania Ministra Rolnictwa i Reform Rolnych obejmował:
- sprawy należące dotychczas do zakresu działania Ministra Rolnictwa, z wyjątkiem spraw szkolnictwa oraz spraw Państwowego Instytutu Meteorologicznego;
- sprawy należące dotychczas do Ministra Reform Rolnych;
- sprawy, które zostały przekazane Ministra Rolnictwa i Reform Rolnych rozporządzeniem Prezydenta RP z 1932 r. w sprawie zniesienia urzędu Ministra Robót Publicznych.